# أرت بورتر سينيور
أرت بورتر سينيور (بالإنجليزية: Art Porter, Sr.)‏ هو عازف جاز وعازف بيانو أمريكي، ولد في 8 فبراير 1934 في ليتل روك في الولايات المتحدة، وتوفي في 22 يوليو 1993.

## وصلات خارجية
- أرت بورتر سينيور على موقع ميوزك برينز (الإنجليزية)